# Claus Dobberke
Claus Dobberke (* 30. Mai 1940 in Dresden) ist ein deutscher Filmregisseur.

## Leben und Leistungen
Nach seinem Abitur studierte er von 1961 bis 1965 an der Hochschule für Film und Fernsehen Potsdam-Babelsberg (heute Filmuniversität „Konrad Wolf“), Fachrichtung Regie. Im Anschluss an sein Studium arbeitete er als Regieassistent im DEFA-Studio für Spielfilme, ehe er 1971 einen festen Regievertrag bei der DEFA erhielt. Als DEFA-Regisseur arbeitete er bis zur Auflösung der Filmgesellschaft im Jahr 1990 und inszenierte mehrere Kino-Spielfilme, wie beispielsweise den DEFA-Indianerfilm Severino.
Nach 1990 war Dobberke freischaffend tätig und engagierte sich neben seiner Arbeit als Filmschaffender auch kommunalpolitisch. 1993 wurde er (parteilos) für DIE LINKE (damals PDS) in die Stadtverordnetenversammlung gewählt und leitete den Potsdamer Kulturausschuss. 1994 wurde er zum Beigeordneten gewählt und leitete das Dezernat Bildung, Kultur und Sport der Landeshauptstadt. Er gehörte der Stadtregierung bis 1999 an.
Als Filmemacher war Claus Dobberke Mentor der Potsdamer Regisseure Thomas Frick und Stefan Mehlhorn („Über die Schwelle“, 2006). Zur Bewahrung von DDR-Kulturgeschichte hat Dobberke in verschiedenen Projekten (u. a. Rosa-Luxemburg-Stiftung, ASSITEJ) Videodokumentationen mit Zeitzeugen hergestellt.
Von 2001 bis zu ihrer Auflösung 2016 war Claus Dobberke Vizepräsident der Brandenburgischen Gesellschaft der Freunde Italiens e. V. Dort drehte er gemeinsam mit Stefan Mehlhorn 2006 ein Porträt über den italienischen Künstler, Widerstandskämpfer und Partisan Vittore Bocchetta (1918–2021).

## Filmografie (Auswahl)

### Regisseur
- 1969: Drei von der K (Fernsehserie)
- 1971: Verspielte Heimat
- 1972: Tobias Bremser (siehe defa futurum, satir. Kino-Kurzfilmserie)
- 1973: Schüsse in Marienbad (Výstřely v Mariánských Lázních) (Co-Regie mit Ivo Toman)
- 1973: Halbzeit (Dokumentarfilm)
- 1977: Ein Katzensprung
- 1978: Severino
- 1981: Platz oder Sieg?
- 1986: Drost
- 2001–2005: Die Intendanten des Hans Otto Theaters (Dokumentationen)
- 2006: Non dimenticare – Wider das Vergessen. Vittore Bocchetta (Co-Regie mit Stefan Mehlhorn)

### Schauspieler
- 1974: Wahlverwandtschaften
- 1979: Addio, piccola mia